# Leila Aboulela
Leila Aboulela (arabisch ليلى ابوالعلا, * 1964 in Kairo) ist eine Schriftstellerin sudanesischer Herkunft, die in Großbritannien lebt und auf Englisch schreibt. Sie wuchs in der sudanesischen Hauptstadt Khartum auf und lebt seit 1990 hauptsächlich in Aberdeen, Schottland. Ihre Romane wurden mit mehreren Literaturpreisen ausgezeichnet und in zahlreiche Sprachen übersetzt.

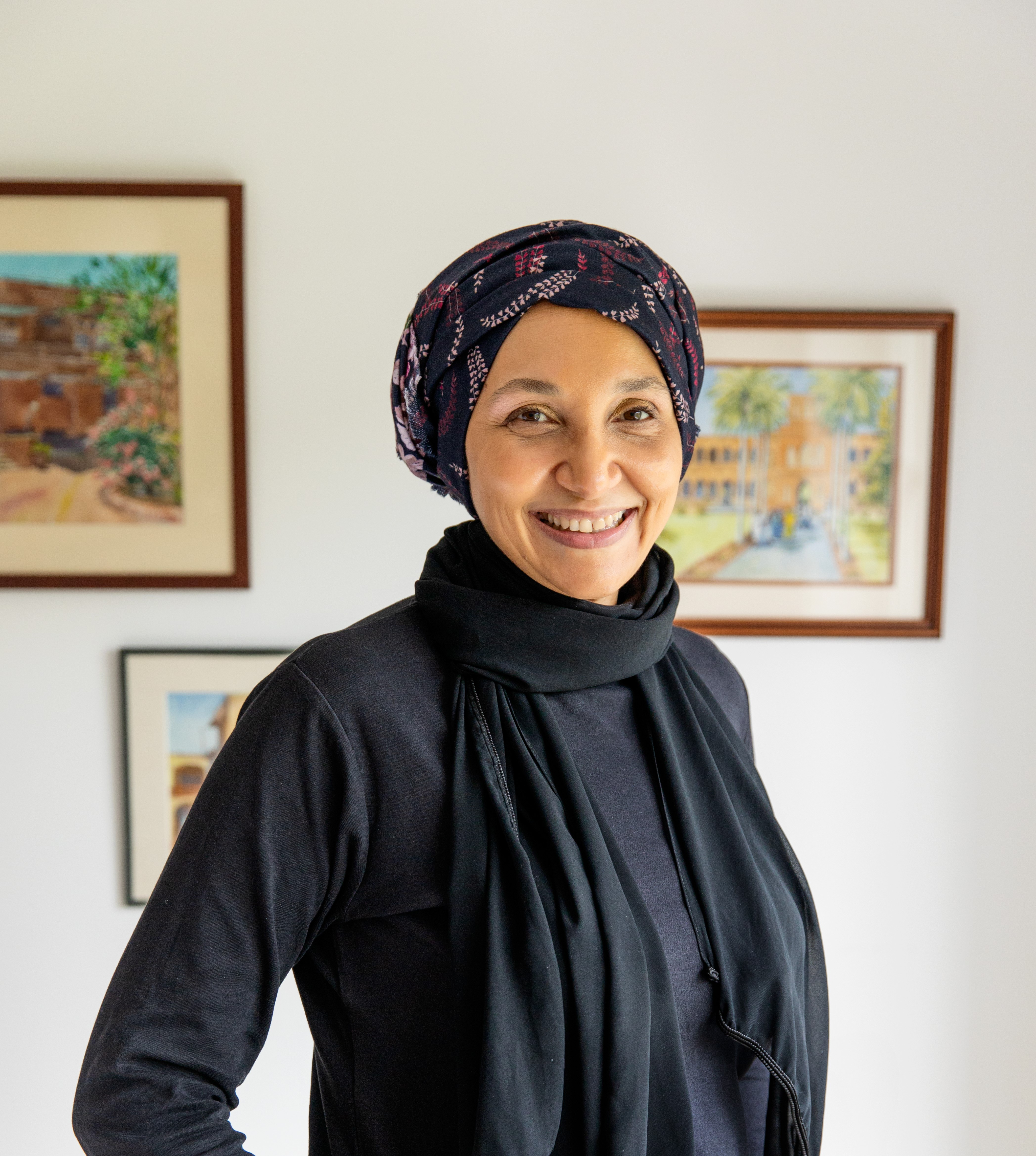
Leila Aboulela (2010)

## Leben
Aboulela ist die Tochter einer Ägypterin und eines Sudanesen. Sie wurde 1964 in Kairo geboren und kam im Alter von sechs Wochen nach Khartum, wo sie bis 1987 lebte. Sie besuchte dort u. a. die Khartoum American School, wo sie Englisch lernte, und studierte Ökonomie an der Universität Khartum. Anschließend erwarb sie u. a. einen M.Phil. an der London School of Economics and Political Science.
Aboulela ist verheiratet und hat drei Kinder. 1990 zog sie mit ihrer Familie nach Schottland, wo sie 1992 mit dem Schreiben begann, während sie als Dozentin am Aberdeen College und später an der Universität Aberdeen tätig war. Nach 2000 lebte sie mit ihrer Familie in Jakarta (Indonesien), Dubai, Abu Dhabi und Doha, bevor sie 2012 nach Aberdeen zurückkehrte.
Laut dem Scottish Book Trust ist „Leila Aboulelas Werk durch seine unverwechselbare Erforschung von Identität, Migration und islamischer Spiritualität gekennzeichnet.“ Als gläubige Muslimin ist ihr Werk auch von ihrer Religiosität geprägt. In einem Interview äußerte sie sich zu afrikanischen historischen Romanen und ihrer Motivation, für ihre Recherchen Quellen in afrikanischen Sprachen zu verwenden:

„Die Mainstream-Geschichte wurde vom Kolonisator geschrieben. Das ist seine Wahrheit. Es ist an der Zeit, dass wir unsere erzählen. Wenn Afrikaner Geschichte schreiben, sagen wir nicht unbedingt etwas über die heutige Welt. Ein großer Teil der Motivation kommt aus dem Wunsch, unsere Seite der Geschichte zu erzählen. Afrikanische historische Romane begeistern mich mehr als jedes andere Genre.“

In deutscher Übersetzung erschienen bis 2022 vier Bände mit Erzählungen bzw. Romanen.

## Werke
- 1999 The Translator, dt. Die Übersetzerin, Lamuv Verlag, Göttingen 2001.
- 2001 Coloured Lights, dt. Der Seele Raum geben, (Erzählungen) Lamuv Verlag, Göttingen 2002.
- 2005 Minaret, dt. Minarett, Lenos Verlag, Basel 2020, ISBN 978-3-03925-005-9.
- 2011 Lyrics Alley
- 2015 The Kindness of Enemies
- 2016 Souvenir (Kurzgeschichte) in Literary Sudans: An Anthology of Literature from Sudan and South Sudan.
- 2018 Elsewhere, Home, dt. Anderswo, daheim, (Erzählungen) Lenos Verlag, Basel 2022; ISBN 978-3-03925-023-3.
- 2019 Bird Summons
- 2023 River Spirit

## Ehrungen/Preise
- 2000 Caine Prize for African Writing für die Kurzgeschichte The Museum
- 2000 Saltire Society Scottish First Book of the Year Award für The Translator
- 2002 PEN Macmillan Macmillan Silver PEN Award (shortlist) für Coloured Lights
- 2003 Race and Media Award für The Translator
- 2019 Aufnahme in die Anthologie New Daughters of Africa
- 2025 PEN Pinter Prize